# Ловренчич, Марко
Марко Ловренчич (хорв. Marko Lovrenčić, родился 22 ноября 1982 года в Загребе) — хорватский профессиональный хоккеист и тренер, нападающий. Старший брат Звонимира Ловренчича.

## Карьера

### Клубная
Воспитанник хоккейной школы «Медвешчака», дебютировал в основном составе в сезоне 1998/1999. В первом сезоне завоевал в составе клуба свой чемпионский титул, побеждал затем в Интерлиге в Восточной Европе в 2000 и 2002 годах. С 2002 по 2008 годы выступал за «Загреб», с 2006 по 2008 годы параллельно выступал за второй состав «Медвешчака» в рамках чемпионата Словении. С 2008 по 2012 годы снова был полноправным игроком «Медвешчака» и выступал в рамках чемпионата Австрии, также в сезоне 2010/2011 играл за «Тим Загреб» в Слохоккей-Лиге. В 2012 году перебрался в «Младост», играющую в Слохоккей-Лиге.

### В сборной
За сборную выступает с 2004 года, с которой участвовал на всех чемпионатах мира в дивизионах C и B, а также в квалификации к Олимпиадам 2006 и 2010 годов. На чемпионатах мира 2010 и 2011 годов был капитаном команды. Играл за сборную Хорватии по инлайн-хоккею на чемпионате мира 2013 года.

### Тренерская
Окончил Загребский университет. Тренировал юношеские команды «Загреба», «Медвешчака» и «Младости», женскую сборную Хорватии и загребский женский хоккейный клуб «Грич».

## Титулы

### Клубные
Чемпион Хорватии (1999, 2000, 2001, 2002, 2009, 2011)

### Международные
| - Победа на молодёжном чемпионате мира 2000 в группе C - Лучший бомбардир чемпионата мира 2004 в группе A (II дивизион) - Победа на чемпионате мира 2005 в группе A (II дивизион) - Победа на чемпионате мира 2007 в группе A (II дивизион) - Наибольшее количество очков на чемпионате мира 2007 в группе A (II дивизион) | - Лучший бомбардир чемпионата мира 2007 в группе A (II дивизион) - Лучший нападающий чемпионата мира 2011 в группе B (II дивизион) - Наибольшее количество очков на чемпионате мира 2011 в группе B (II дивизион) - Лучший бомбардир чемпионата мира 2011 в группе B (II дивизион) - Автор лучшей голевой передачи чемпионата мира 2011 в группе B (II дивизион) |